# Robinette (Virginia Occidental)
Robinette es un lugar designado por el censo ubicado en el condado de Logan en el estado estadounidense de Virginia Occidental. En el Censo de 2010 tenía una población de 663 habitantes y una densidad poblacional de 84,76 personas por km².

## Geografía
Robinette se encuentra ubicado en las coordenadas 37°47′6″N 81°47′3″O / 37.78500, -81.78417. Según la Oficina del Censo de los Estados Unidos, Robinette tiene una superficie total de 7.82 km², de la cual 7.77 km² corresponden a tierra firme y (0.63%) 0.05 km² es agua.

## Demografía
Según el censo de 2010, había 663 personas residiendo en Robinette. La densidad de población era de 84,76 hab./km². De los 663 habitantes, Robinette estaba compuesto por el 97.89% blancos, el 1.66% eran afroamericanos, el 0.15% eran amerindios, el 0.15% eran asiáticos, el 0% eran isleños del Pacífico, el 0% eran de otras razas y el 0.15% pertenecían a dos o más razas. Del total de la población el 0.15% eran hispanos o latinos de cualquier raza.